# Hildreth Meiere
 (juillet 2025).
Hildreth Meiere (1892 New York – 1961) est une artiste américaine qui s'illustre dans des domaines variés, de l'architecture à la mosaïque.
Dans sa jeunesse, elle étudie à l'Art Students League of New York, à San Francisco et à Florence. Elle contribue à plusieurs projets de bâtiments publics et reçoit la Fine Arts Medal of the American Institute of Architects. Elle travaille notamment pour le capitole du Nebraska, en collaboration avec Nina Barr Wheeler.